# Cimicodes manoaria
Cimicodes manoaria là một loài bướm đêm trong họ Geometridae.